# 모토스군

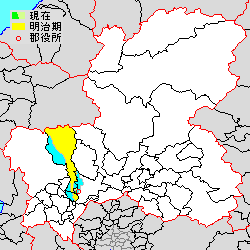
모토스군의 위치

모토스군(일본어: 本巣郡, もとすぐん)은 일본 기후현에 있는 군이다.
인구 18,225명, 면적 5.18km², 인구밀도 3,518명/km².(2025년 2월 1일, 추계인구)
이하 1정으로 구성된다.
- 기타가타정(北方町)

## 군역
1879년 행정 구역으로 발족 당시의 군역은 아래의 구역에 해당한다.
- 미즈호시의 일부
- 모토스시의 대부분
- 기타가타정의 대부분

1897년 행정 구역으로 발족 당시의 군역은 아래 구역에 해당한다.
- 기후시의 일부
- 미즈호시·모토스시·기타가타정 전역

## 역사
- 1889년 7월 1일 - 정촌제 시행으로 아래 정촌이 발족. (1정 60촌)
  - 기타가타정(北方町)(현존), 다카야촌(高屋村), 하시라모토촌(柱本村), 바바촌(馬場村), 나마즈촌(生津村): 현 기타가타정
  - 혼덴촌(本田村): 현 미즈호시,
  - 고가키촌(小柿村): 현 모토스시
  - 다다코시촌(只越村), 호즈미촌(穂積村), 벳푸촌(別府村), 이나사토촌(稲里村), 우시키촌(牛牧村), 주쿠조촌(十九条村), 노바타촌(野畠村), 소부에촌(祖父江村), 미에지촌(美江寺村), 시게사토촌(重里村), 주시치조촌(十七条村), 주하치조촌(十八条村): 현 미즈호시
  - 가루미촌(軽海村), 소케촌(宗慶村), 주시조촌(十四条村), 시모마쿠와촌(下真桑村), 가미마쿠와촌(上真桑村), 야이촌(屋井村), 시메촌(七五三村), 도키노촌(早野村), 미노베촌(見延村), 나가야촌(長屋村), 이시가미촌(石神村), 가미타카야촌(上高屋村), 가즈야촌(数屋村), 아리사토촌(有里村), 즈이하라촌(随原村), 소이나카지마촌(曽井中島村), 야마구치촌(山口村), 몬주촌(文殊村), 고치보라촌(木知原村), 고우미촌(神海村), 사와라촌(佐原村), 긴바라촌(金原村), 히나타촌(日当村), 도야마촌(外山村), 나가미네촌(長嶺村), 이치바촌(市場村), 고도코로촌(神所村), 나카촌(中村), 옷소촌(越卒村), 가도와키촌(門脇村), 덴진도촌(天神堂村), 나가시마촌(長島村), 구로즈촌(黒津村), 옷파촌(越波村), 이타야촌(板屋村), 오지카촌(小鹿村), 마쓰다촌(松田村), 시모오스촌(下大須村), 가미오스촌(上大須村), 이타쇼촌(板所村), 구치다니촌(口谷村), 오쿠다니촌(奥谷村): 현 모토스시
- 1897년 4월 1일 - 군제 시행에 따라 모토스군·무시로다군 및 가타가타군·오노군 일부 구역으로 새로이 모토스군이 발족. 동시에 아래의 정촌 통합이 이뤄져 기타가타정(현재)·몬주촌(현 모토스시)·가타가타군 아지로촌(網代村)·나나사토촌(七郷村)(현 기후시)·오노군 니시네오촌(西根尾村)(현 모토스시)와 신설된 18촌이 소속됨. 따로 적은 경우 외는 현 모토스시.(1정 22촌)
  - 무시로다촌(席田村) ← 무시로다군 이시하라촌, 가미노호촌, 군푸촌, 기타노촌, 하루치카촌, 미쓰하시촌, 붓쇼지촌(현 모토스시), 시바하라촌, 가모촌(현 기타가타정)
  - 나마즈촌 ← 다카야촌, 하시라모토촌, 바바촌, 나마즈촌: 현 기타가타정
  - 고도촌(合渡村) ← 가타가타군 고도촌(河渡村), 데라다촌, 소가야촌, 히토이치바촌: 현 기후시
  - 사이고촌(西郷村) ← 가타가타군 가미사이고촌, 나카사이고촌, 고노촌, 나카촌, 나나사토촌(일부): 현 기후시
  - 도야마촌 ← 고치보라촌, 고우미촌, 사와라촌, 긴바라촌, 히나타촌, 도야마촌
  - 우시키촌 ← 우시키촌, 주쿠조촌, 노바타촌, 소부에촌: 현 미즈호시
  - 호즈미촌 ← 호즈미촌, 벳푸촌, 이나사토촌: 현 미즈호시
  - 야마조에촌(山添村) ← 소이나카지마촌, 야마구치촌
  - 혼덴촌 ← 혼덴촌, 다다코시촌: 현 미즈호시
  - 사기타촌(鷺田村) ← 오노군 후루하시촌, 요코야촌, 나카미야촌, 로쿠촌, 호에촌: 현 미즈호시
  - 후나키촌(船木村) ← 미에지촌, 주시치조촌, 주하치조촌, 시게사토촌: 현 미즈호시
  - 가와사키촌(川崎村) ← 오노군 가라쿠리촌, 나나사키촌, 이쿠라촌, 모리촌, 다노카미촌, 미야덴촌, 오쓰키촌: 현 미즈호시
  - 마쿠와촌(真桑村) ← 가미마쿠와촌, 시모마쿠와촌, 가루미촌, 소케촌, 주시조촌, 고가키촌
  - 단조촌(弾正村) ← 오노군 마사다촌, 가이로촌, 아사기촌, 시모후쿠시마촌, 누쿠이촌
  - 잇시키촌(一色村) ← 미노베촌, 나가야촌, 아리사토촌, 즈이하라촌, 가즈야촌, 가미타카야촌, 이시가미촌
  - 도키노촌(土貴野村) ← 시메촌, 도키노촌(早野村), 야이촌
  - 히가시네오촌(東根尾村) ← 이타야촌, 오지카촌, 마쓰다촌, 시모오스촌, 가미오스촌, 이타쇼촌, 구치다니촌, 오쿠다니촌
  - 나카네오촌(中根尾村) ← 나가미네촌, 이치바촌, 고도코로촌, 나카촌, 옷소촌, 가도와키촌, 덴진도촌, 나가시마촌, 구로즈촌, 옷파촌
- 1904년 4월 1일 - 히가시네오촌·나카네오촌·니시네오촌이 합병하여, 네오촌(根尾村)이 발족.(1정 20촌)
- 1948년 10월 1일 - 호즈미촌이 정제 시행으로 호즈미정(穂積町)이 됨.(2정 19촌)
- 1950년
  - 6월 1일 - 몬주촌·야마조에촌이 합병하여, 모토스촌(本巣村)이 발족.(2정 18촌)
  - 8월 20일 - 나나사토촌·사이고촌이 기후시에 편입.(2정 16촌)
- 1954년
  - 9월 20일 - 후나키촌·사기타촌·가와사키촌이 합병하여, 스나미촌(巣南村)이 발족.(2정 14촌)
  - 11월 3일 - 호즈미정·혼덴촌·우시키촌 및 나마즈촌의 일부가 합병하여, 새로이 호즈미정이 발족.(2정 12촌)
- 1955년 4월 1일(2정 9촌)
  - 기타가타정·나마즈촌이 합병하여, 새로이 기타가타정이 발족.
  - 마쿠와촌·단조촌이 합병하여, 신세이촌(真正村)이 발족.
  - 도키노촌·잇시키촌이 합병하여, 이토누키촌(糸貫村)이 발족.
- 1956년 9월 30일(2정 7촌)
  - 이토누키촌 및 무시로다촌의 대부분이 합병하여, 새로이 이토누키촌이 발족. 무시로다촌의 잔여부가 기타가타정에 편입.
  - 모토스촌·도야마촌이 합병하여, 새로이 모토스촌이 발족.
- 1957년 7월 1일 - 스나미촌의 일부가 호즈미정에 편입.
- 1959년 4월 1일 - 고도촌이 기후시에 편입.(2정 6촌)
- 1960년 4월 1일(4정 4촌)
  - 이토누키촌이 정제 시행으로 이토누키정(糸貫町)이 됨.
  - 모토스촌이 정제 시행으로 모토스정(本巣町)이 됨.
- 1963년 4월 1일 - 아지로촌이 기후시에 편입.(4정 3촌)
- 1964년 4월 1일(6정 1촌)
  - 스나미촌이 정제 시행으로 스나미정(巣南町)이 됨.
  - 신세이촌이 정제 시행으로 신세이정(真正町)이 됨.
- 2003년 5월 1일 - 호즈미정·스나미정이 합병하여, 미즈호시(瑞穂市)가 발족, 군에서 이탈.(4정 1촌)
- 2004년
  - 2월 1일 - 모토스정·신세이정·이토누키정·네오촌이 합병하여, 모토스시(本巣市)가 발족, 군에서 이탈.(1정)
  - 8월 31일 - 기타가타정이 기후 광역 합병 협의체에서 이탈.